# Distretto di Bincheng
Il distretto di Bincheng (滨城区S, Bīnchéng QūP) è un distretto della Cina, situato nella provincia dello Shandong e amministrato dalla prefettura di Binzhou.